# عبدالخیر قاسموف
عبدالخیر قاسموف (۲ اوت ۱۹۰۷–۲۰۰۱) بازیگر اهل اتحاد جماهیر شوروی و تاجیکستان بود. از فیلم‌هایی که وی در آنها بازی کرده‌است می‌توان به فیلم کاوه آهنگر اشاره نمود.